# Okręg wyborczy Runcorn
Okręg wyborczy Runcorn powstał w 1950 r. i wysyłał do brytyjskiej Izby Gmin jednego deputowanego. Okręg obejmował miasto Runcorn w hrabstwie Cheshire. Został zlikwidowany w 1983 r.

## Deputowani do brytyjskiej Izby Gmin z okręgu Runcorn
- 1950–1964: Dennis Vosper, Partia Konserwatywna
- 1964–1983: Mark Carlisle, Partia Konserwatywna